# Ministère de l'Économie et des Finances (Corée du Sud)
Pour les autres articles nationaux ou selon les autres juridictions, voir Ministère de l'Économie et des Finances.
Le ministère de l'Économie et des Finances est le ministère sud-coréen chargé de l'économie, des finances, du budget et de la planification. Il adopte son appellation actuelle en 2018 après avoir porté le nom de ministère de la Stratégie et des Finances.

## Historique

Logo de 2008 à 2018

- 1948 : Création du ministère des Finances
- 1961 : Création du Conseil de planification économique
- 1994 : Création du ministère des Finances et de l'Économie par la fusion du ministère des Finances et du Conseil de planification économique
- 1999 : Création du ministère du Plan et du Budget
- 2008 : Création du Ministère de la Stratégie et des Finances par la fusion du ministère des Finances et de l'Économie et du ministère du Plan et du Budget
- 2018 : Changement d'appellation du ministère qui devient le ministère de l'Économie et des Finances

## Liste des ministres

### Ministère des Finances (1948-1994)
- Août 1948 - avril 1950 : Kim Do-yeon
- Avril 1950 - mars 1951 : Choi Sun-ju
- Mars 1951 - septembre 1953 : Baek Du-jin
- Septembre 1953 - juin 1954 : Park Hui-hyeon
- Juin 1954 - juillet 1955 : Lee Jung-jyae
- Juillet 1955 - mai 1956 : Kim Hyeon-cheol
- mai 1956 - juin 1957 : In Tae-sik
- juin 1957 - mars 1959 : Kim Hyeon-cheol
- mars 1959 - avril 1960 : Song In-sang
- avril 1960 - août 1960 : Yun Ho-byeong
- août 1960 - mai 1961 : Kim Yeong-seon
- mai 1961 - juin 1961 : Paik Sun-jin
- juin 1961 - juillet 1961 : Kim Yu-taek
- juillet 1961 - juin 1962 : Chun Byung-kyu
- juin 1962 - février 1963 : Kim Se-ryun
- février 1963 - décembre 1963 : Hwang Jong-ryul
- décembre 1963 - juin 1964 : Park Dong-kyu
- juin 1964 - décembre 1964 : Rhie Jung-han
- décembre 1964 - novembre 1965 : Hong Seung-hi
- janvier 1966 - septembre 1996 : Kim Chung-yum
- septembre 1966 - décembre 1966 : Kim Hak-ryeol
- décembre 1966 - mai 1968 : Suh Bong-kyun
- mai 1968 - octobre 1969 : Hwang Jong-ryul
- octobre 1969 - septembre 1974 : Nam Duk-woo
- septembre 1974 - décembre 1978 : Kim Yong-hwan
- décembre 1978 - mai 1980 : Kim Won-ki
- mai 1980 - janvier 1982 : Lee Seung-yun
- janvier 1982 - juin 1982 : Rha Woong-bae
- juin 1982 - octobre 1983 : Kang Kyong-shik
- octobre 1983 - janvier 1986 : Kim Mahn-je
- janvier 1986 - mai 1987 : Chung In-yong
- mai 1987 - décembre 1988 : Sakong Il
- décembre 1988 - mars 1990 : Lee Kyu-sung
- mars 1990 - mai 1991 : Chung Yung-euy
- mai 1991 - février 1993 : Rhee Yong-man
- février 1993 - octobre 1994 : Hong Jae-hyong
- octobre 1994 - décembre 1994 : Park Jae-yoon

### Conseil de planification économique (1961-1994)
- juillet 1961 - mars 1962 : Kim Yu-taek
- mars 1962 - juin 1962 : Song Yoh-chan
- juin 1962 - juillet 1962 : Kim Hyeon-cheol
- juillet 1962 - février 1963 : Kim Yu-taek
- février 1963 - avril 1963 : Yoo Chang-soon
- avril 1963 - décembre 1963 : Won Yong-suk
- décembre 1963 - mai 1964 : Kim Yu-taek
- mai 1964 - octobre 1967 : Chang Ki-young
- octobre 1967 - juin 1969 : Park Choong-hoon
- juin 1969 - janvier 1972 : Kim Hak-ryul
- janvier 1972 - septembre 1974 : Tae Wan-son
- septembre 1974 - décembre 1978 : Nam Duk-woo
- décembre 1978 - décembre 1979 : Shin Hyun-hwak
- décembre 1979 - mai 1980 : Lee Hahn-been
- mai 1980 - septembre 1980 : Kim Woun-gie
- septembre 1980 - janvier 1982 : Shin Byong-hyun
- janvier 1982 - juillet 1983 : Kim Joon-sung
- juillet 1983 - octobre 1983 : Suh Suk-joon
- octobre 1983 - janvier 1986 : Shin Byon-ghyun
- janvier 1986 - mai 1987 : Kim Mahn-je
- septembre 1980 - janvier 1982 : Shin Byong-hyun
- janvier 1982 - juillet 1983 : Kim Joon-sung
- juillet 1983 - octobre 1983 : Suh Suk-joon
- octobre 1983 - janvier 1986 : Shin Byon-ghyun
- janvier 1986 - mai 1987 : Kim Mahn-je
- février 1993 - décembre 1993 : Lee Kyung-shik
- décembre 1993 - octobre 1994 : Cheong Dae-seog
- octobre 1994 - décembre 1994 : Hong Jae-hyong

### Ministère des Finances et de l'Économie (1994-2008)
- décembre 1994 - décembre 1995 : Hong Jae-hyong
- décembre 1995 - août 1996 : Rha Woong-bae
- août 1996 - mars 1997 : Han Seung-soo
- mars 1997 - novembre 1997 : Kang Kyong-shik
- novembre 1997 - février 1998 : Lim Chang-yuel
- mars 1998 - mai 1999 : Lee Kyu-sung
- mai 1999 - janvier 2000 : Kang Bong-kyun
- janvier 2000 - août 2000 : Lee Hun-jai
- août 2000 - avril 2002 : Jin Nyum
- avril 2002 - février 2003 : Jeon Yun-churl
- février 2003 - février 2004 : Kim Jin-pyo
- février 2004 - mars 2005 : Lee Hun-jai
- mars 2005 - juillet 2006 : Han Duck-soo
- juillet 2006 - février 2008 : Kwon O-kyu

### Ministère du Plan et du Budget (1999-2008)
- mai, 1999 - août 2000 : Jin Nyum
- août 2008 - janvier 2002 : Jeon Yun-churl
- janvier 2002 - février 2003 : Chang Seung-woo
- février 2003 - janvier 2004 : Park Bong-heum
- janvier 2004 - janvier 2005 : Kim Byung-il
- janvier 2005 - juillet 2006 : Byeon Yang-kyoon
- juillet 2006 - février 2008 : Jang Byung-wan

### Ministère de la Stratégie et des Finances (2008-2018)
- février 2008 - février 2009 : Kang Man-soo
- février 2009 - juin 2011 : Yoon Jeung-hyun
- juin 2011 - mars 2013 : Bahk Jae-wan
- mars 2013 - juillet 2014 : Hyun Oh-seok
- juillet 2014 - janvier 2016 : Choi Kyung-hwan
- janvier 2016 - mai 2017 : Yoo Il-ho
- 2017-2018 : Kim Dong-yeon

### Ministère de l'Économie et des Finances (depuis 2018)
- 2018-2022 : Hong Nam-ki
- 2022-2023 : Choo Kyung-ho
- 2023-2025 : Choi Sang-mok
- 2025 : Kim Beom-seok (ko) (intérim)
- depuis 2025 : Lee Hyeong-il (ko)